# انقلاب تونس
قیام تونس (۲۰۱۰–۲۰۱۱) معروف به انقلاب یاس تونس یک کارزار فشرده ۲۸ روزه مقاومت مدنی و سلسله‌ای از تظاهرات‌های خیابانی در تونس بود که از دسامبر ۲۰۱۰ آغاز شد. در تاریخ ۱۴ ژانویهٔ ۲۰۱۱ میلادی، (۲۴ دی ۱۳۸۹ خورشیدی) و در پی ناآرامی‌ها و اعتراضات گسترده مردم تونس و کشته‌شدن ده‌ها نفر از معترضان در حمله نیروهای امنیتی به تظاهرکنندگان ضددولتی، زین‌العابدین بن علی ابتدا دولت و مجلس را منحل کرد و سپس از قدرت کنار رفت و پس از ۲۱ سال قدرت، جای خود را موقتاً به محمد الغنوشی، نخست‌وزیر سپرد. وی به همراه خانواده‌اش به عربستان سعودی گریخت. در نهایت به دموکراتیزه کردن کامل کشور و برگزاری انتخابات آزاد و دموکراتیک منجر شد.
تظاهرات ناشی از بیکاری بالا، تورم مواد غذایی، فساد، فقدان آزادی های سیاسی (مانند آزادی بیان) و شرایط بد زندگی بود. این اعتراضات غمبارترین موج ناآرامی اجتماعی و سیاسی در تونس در سه دهه گذشته بود  و منجر به کشته و زخمی شدن تعداد زیادی شد که بیشتر آنها نتیجه اقدامات پلیس و نیروهای امنیتی بود.
چندی پس از خروج بن علی، راشد الغنوشی که ۲۰ سال در تبعید در خارج از تونس به سر می‌برد، به همراه هفتاد تن از مخالفان رژیم زین‌العابدین بن‌علی به تونس بازگشت. راشد غنوشی ضمن مردود دانستن مقایسه‌اش با سید روح‌الله خمینی، از تصمیم خود در تشکیل «حزب اسلامی تونس» خبر داد.
تظاهرات گستردهٔ اجتماعی در تونس، با خودسوزی یک جوان تونسی به نام محمد بوعزیزی در ۱۷ دسامبر ۲۰۱۰ شروع شد و پس از چندی به شورش مردمی انجامید. این جوان تونسی در اعتراض به این که پلیس مانع شده بود، وی بدون جواز سبزی و میوه بفروشد، خود را در خیابان آتش زد و متعاقباً در بیمارستان درگذشت. این حادثه باعث شروع هفته‌ها تظاهرات خشونت‌آمیز خیابانی در سراسر تونس، در اعتراض به بیکاری، فساد و گرانی مواد غذایی شد و به تغییر رژیم و فرار رئیس‌جمهوری تونس انجامید.
گروه چهارجانبه گفتگوی ملی تونس جایزه صلح نوبل ۲۰۱۵ را به دلیل «سهم تعیین کننده خود در ایجاد دموکراسی کثرت گرایانه در تونس در پی انقلاب تونس در سال ۲۰۱۱» دریافت کرد.  این اعتراضات الهام بخش اقدامات مشابه در سراسر جهان عرب بود، در یک واکنش زنجیره‌ای که به جنبش بهار عربی معروف شد.

## نام‌گذاری
در تونس و جهان عرب، تظاهرات و تغییر حکومت را انقلاب یا گاهی شورش سیدی بوزید می‌نامند، نامی که از سیدی بوزید، شهری که اعتراضات اولیه در آنجا آغاز شد، گرفته شده است. در رسانه‌های غربی، این رویدادها به نام گل ملی تونس و مطابق با نامگذاری ژئوپلیتیک «انقلاب‌های رنگی»، انقلاب یاس یا بهار یاس نامیده شده است. نام "انقلاب یاس" از روزنامه‌نگار آمریکایی اندی کاروین سرچشمه گرفته است، اما در خود تونس به طور گسترده‌ای مورد استفاده قرار نگرفت. 
یوسف صدیک فیلسوف تونسی این اصطلاح را نامناسب می‌دانست زیرا خشونتی که همراه با این رویداد بود «شاید به عمق روز باستیل» بود و اگرچه این اصطلاح توسط زید الهانی روزنامه‌نگار تونسی ابداع شد، که برای اولین بار از آن در وبلاگ خود استفاده کرد و در ادامه از طریق رسانه‌های اجتماعی مانند فیس بوک در میان جوانان تونس پخش شد.
بحث پیرامون نام و تأثیرات شاعرانه در پس انقلاب تونس یک سؤال رایج در میان روشنفکران تونس بود. نامی که در تونس پذیرفته شد، انقلاب کرامت بود که ترجمه‌ای از نام عربی تونس برای انقلاب، ثورة الکرامة (ثورة الکرامه) است.

## پیشینه
زین العابدین بن علی، رئیس جمهور تونس از سال ۱۹۸۷، عمدتاً به عنوان یک کشور تک حزبی با قانون اساسی دموکراتیک (RCD) بر تونس حکومت می‌کرد. مشخصه دولت او توسعه بخش خصوصی تونس به نفع سرمایه‌گذاری خارجی و سرکوب مخالفان سیاسی بود. رسانه‌های خارجی و سازمان‌های غیردولتی از دولت او انتقاد کردند که مورد حمایت ایالات متحده و فرانسه بود. در نتیجه، واکنش‌های اولیه به سوء استفاده‌های بن‌علی توسط ایالات متحده و فرانسه خاموش شد و اغلب موارد اعتراض سیاسی-اجتماعی در کشور به ندرت به تیتر اخبار مهم تبدیل می‌شد.
شورش در تونس همواره نادر بود به خصوص که این کشور به طور کلی در مقایسه با سایر کشورهای منطقه ثروتمند و با ثبات بوده است. تظاهرات توسط رژیم سرکوب و سکوت شده بود، و معترضان به خاطر چنین اقداماتی مانند صدها تظاهرکننده بیکار در الردیف در سال ۲۰۰۸ زندانی شدند. همانطور که محمد باچا در کتاب خود به نام شعارهای انقلابی اولتراهای کلوپ آفریقا اشاره کرده است، جوانان تونسی راهی برای ابراز خشم و نارضایتی خود از طریق شعارهای هواداران انجمن ورزشی باشگاه افریقای اولترا پیدا کردند، مانند: سرمایه بسیار عصبانی است، ما همبستگی می‌کنیم وقتی می‌جنگیم با فرزندانی که به ما ظلم می کنند، و ای رژیم، انقلاب نزدیک است.
در زمان انقلاب، الجزیره انگلیسی گزارش داد که با پیام‌های مختلف حمایتی که در توییتر و فیس‌بوک از بوعزیزی ارسال می‌شود فعالان تونسی از صریح ترین فعالان در بخش خود در جهان هستند. مقاله‌ای در همین شبکه درباره این اقدام گفته است که این اقدام «اعتراضات انتحاری ناشی از ناامیدی جوانان تونس» است. این بیانیه خاطرنشان کرد که صندوق همبستگی ملی و صندوق اشتغال ملی به طور سنتی به بسیاری از کالاها و خدمات در کشور یارانه پرداخت می‌کردند، اما شروع به انتقال «بار مشیت از دولت به جامعه» کرده‌اند تا توسط حلبی آباد تأمین شود. همچنین به «حاشیه‌نشینی مناطق کشاورزی و خشک مرکزی، شمال غرب و جنوب [که] بی‌وقفه ادامه دارد اشاره کرد». «قیام» به دلیل «ترکیبی مرگبار از فقر، بیکاری و سرکوب سیاسی: سه ویژگی بیشتر جوامع عربی» شد. یک جغرافیدان تونسی خاطرنشان می‌کند که این یک انقلاب بود که «نه توسط طبقه متوسط یا شمال شهری بلکه توسط گروه‌های اجتماعی به حاشیه رانده شده آغاز شد.»

## محمد بو عزیزی و سیدی بوزید
محمد بوعزیزی بیست و شش ساله تنها نان آور خانواده بزرگ هشت نفره خود بود. او هفت سال در سیدی بوزید، ۳۰۰ کیلومتری (۱۹۰ مایلی) جنوب تونس، یک گاری سبزیجات یا سیب را اداره کرد (محتوای گاری مورد بحث است). در ۱۷ دسامبر ۲۰۱۰، یک افسر زن گاری و محصولات او را مصادره کرد. بوعزیزی که قبلاً چنین اتفاقی برای او افتاده بود، سعی کرد جریمه ۱۰ دیناری (دستمزد یک روز معادل ۳ دلار آمریکا) را بپردازد. ابتدا گزارش شد که پلیس زن در پاسخ به پدر مرحومش فحاشی کرده و به او سیلی زده است. این یک داستان دروغین بود که «انتشار شده بود و از آن برای بسیج هرچه بیشتر علیه رژیم بن علی استفاده شده بود.»  افسر، فایده حمدی، اظهار داشت که او حتی یک پلیس زن هم نبوده و یک کارمند شهرداری بوده که صبح آن روز ماموریت داشت محصولات را از دستفروشان بدون مجوز مصادره کند و وقتی سعی کرد با بوعزیزی این کار را انجام دهد، درگیری ایجاد شد. حمدی می گوید که با پلیس تماس گرفت و سپس بوعزیزی را کتک زد.
پس از آن بوعزیزی در حالی که تحقیر شده بود به ستاد استانی رفت تا از مسئولان شهرداری محلی شکایت کند و محصولاتش را پس بگیرند. او از ملاقات منع شد. بوعزیزی بدون اطلاع خانواده در ساعت 11:30 صبح و در فاصله یک ساعت از درگیری اولیه به ستاد استانی بازگشت و خود را با مایع قابل اشتعال خیس کرد و خود را به آتش کشید. خشم عمومی به سرعت در مورد این حادثه افزایش یافت و منجر به اعتراض شد. این آتش سوزی و متعاقب آن واکنش شدید پلیس به راهپیمایان مسالمت آمیز، روز بعد در سیدی بوزید شورش هایی را برانگیخت. شورش ها تا حد زیادی مورد توجه قرار نگرفت، اگرچه سایت های رسانه های اجتماعی تصاویری از پلیس پخش کردند که جوانانی را که به ویترین مغازه ها حمله کرده و به خودروها آسیب رسانده بودند، متفرق می کردند. بوعزیزی متعاقباً به بیمارستانی در نزدیکی تونس منتقل شد. در تلاش برای سرکوب ناآرامی ها، رئیس جمهور بن علی در 28 دسامبر از بوعزیزی در بیمارستان عیادت کرد. بوعزیزی در 4 ژانویه 2011 درگذشت. 
آصف بیات جامعه شناس که پس از قیام از تونس بازدید کرد و تحقیقات میدانی انجام داد، در مورد مکانیزه کردن مزارع سرمایه داری مقیاس بزرگ در شهرهایی مانند سیدی بوزید نوشت که «به قیمت بدهی خرده مالکان، سلب مالکیت و پرولتاریایی (proletarianization) شدن آنها تمام شده است». حبیب ایب، جغرافیدان و فیلمبردار تونسی، بنیانگذار رصدخانه تونس برای حاکمیت غذایی و محیط زیست (OSAE)، مدل توسعه را که در سیدی بوزید معرفی شد، زیر سوال برده است:
[منطقه] بیشترین سرمایه گذاری را بین سال های 1990 و 2011 دریافت کرد. منطقه پیشرو. این منطقه ای است که سیستم کشاورزی نیمه مرتعی گسترده‌ای داشت و در کمتر از 30 سال به منطقه برتر کشاورزی کشور تبدیل شد. در همان زمان سیدی بوزید به یک معنا یک منطقه «متوسط فقیر» بود و اکنون چهارمین منطقه فقیر کشور است. این توسعه ای است که مردم آرزوی آن را دارند... مشکل این است که مردم محلی سودی نمی برند. اینها مردم سفکس و ساحل هستند که در سیدی بوزید ثروتمند می شوند، نه مردم سیدی بوزید. از این رو پیوند با داستان محمد بوعزیزی است. 

## اعتراضات

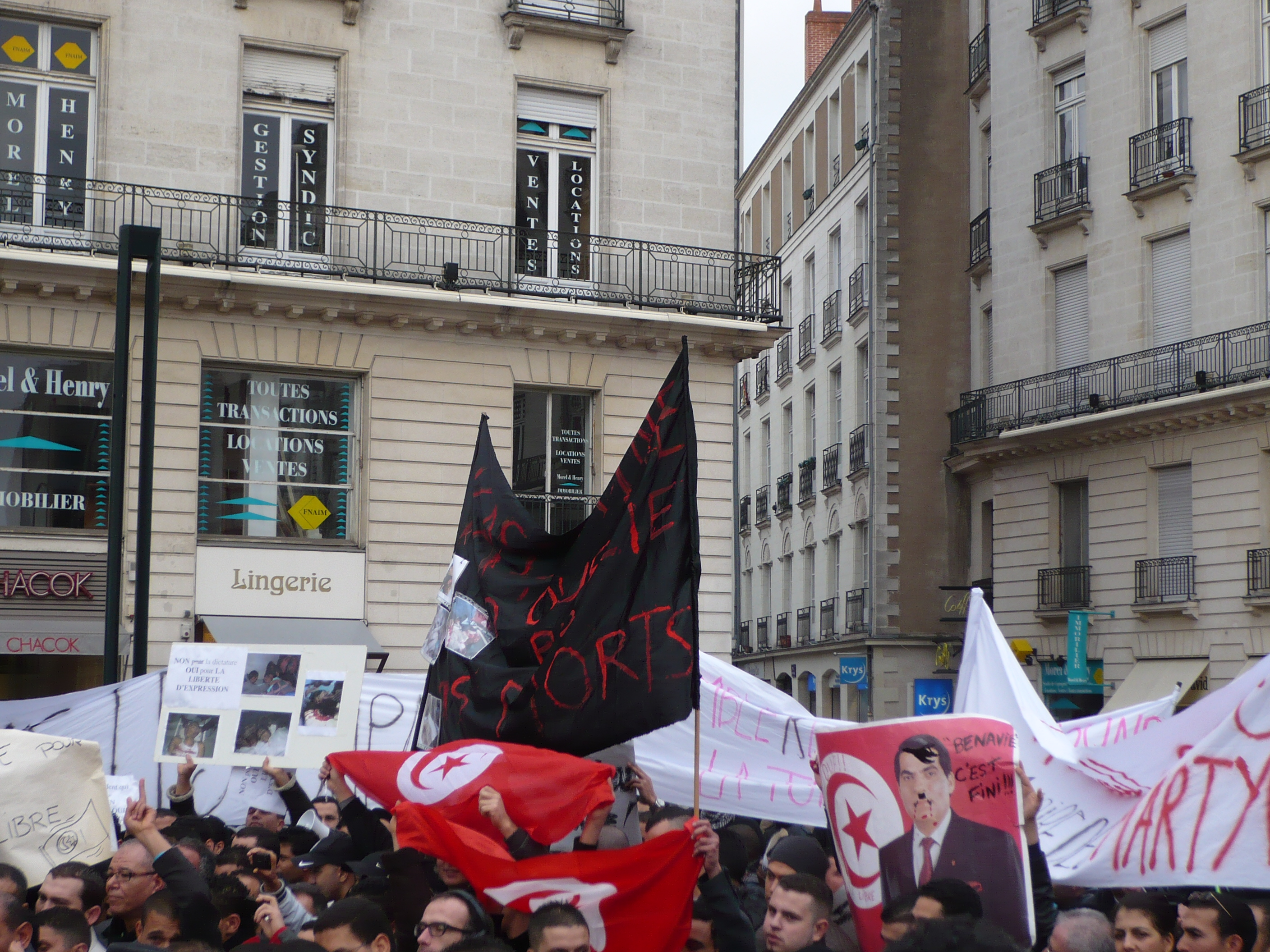
تصویری از انقلاب تونس

در 28 نوامبر 2010، ویکی لیکس و پنج روزنامه مهم (ال پای اسپانیا، لوموند فرانسه، اشپیگل آلمان، گاردین بریتانیا، و نیویورک تایمز ایالات متحده) به طور همزمان اولین 220 سند از 251287 سند محرمانه افشا شده را منتشر کردند. اینها شامل توصیفاتی از فساد و سرکوب توسط رژیم تونس بود. عموماً اعتقاد بر این است که اطلاعات موجود در اسناد ویکی لیکس به اعتراضاتی که چند هفته بعد آغاز شد کمک کرد. گزارش‌هایی از ممانعت پلیس برای تظاهرکنندگان و استفاده از گاز اشک‌آور بر روی صدها معترض جوان در سیدی بوزید در اواسط دسامبر گزارش شد. معترضان در مقابل مقر دولت منطقه ای تجمع کرده بودند تا علیه رفتار با محمد بوعزیزی تظاهرات کنند. پوشش خبری رویدادها توسط رسانه های تونس محدود شد. در 19 دسامبر، پلیس ویژه در خیابان های شهر حضور داشت. 
در 22 دسامبر، معترض لاحسین ناجی، در واکنش به "گرسنگی و بیکاری"، پس از بالا رفتن از دکل برق، خود را دچار برق گرفتگی کرد. رمزی العبودی نیز به دلیل مشکلات مالی ناشی از بدهی تجاری توسط برنامه همبستگی اعتبارات خرد کشور، خود را کشت. در 24 دسامبر، محمد عماری توسط پلیس در بوزیانه به قفسه سینه مورد اصابت گلوله قرار گرفت. معترضان دیگری نیز مجروح شدند، از جمله چاوکی بلهوسین ال هادری، که بعداً در 30 دسامبر درگذشت. پلیس ادعا کرد که آنها برای "دفاع از خود" به تظاهرکنندگان شلیک کردند. سپس یک «شبه منع آمد و شد» توسط پلیس در شهر اعمال شد. رپر El Général، که آهنگ‌هایش توسط معترضان پذیرفته شده بود، در 24 دسامبر دستگیر شد اما چند روز بعد پس از "واکنش شدید عمومی" آزاد شد.  در 27 دسامبر خشونت افزایش یافت و اعتراضات به پایتخت تونس رسید، جایی که هزار شهروند با ساکنان سیدی بوزید ابراز همبستگی کردند و خواهان شغل شدند. این تجمع که توسط فعالان مستقل سندیکایی سازماندهی شده بود، توسط نیروهای امنیتی متوقف شد. اعتراضات به سوسه، سفکس و مکناسی نیز گسترش یافت. روز بعد، فدراسیون اتحادیه های کارگری تونس تجمع دیگری در قفصه برگزار کرد که توسط نیروهای امنیتی نیز مسدود شد. حدود 300 وکیل در نزدیکی کاخ دولت در تونس تجمع کردند. اعتراضات دوباره در 29 دسامبر ادامه یافت. 
در 30 دسامبر، پلیس به طور مسالمت آمیز تظاهراتی را در مناستیر متفرق کرد، در حالی که از زور برای برهم زدن تظاهرات بیشتر در سبیخا و چبا استفاده کرد. به نظر می‌رسد که مومنتوم با اعتراضات در 31 دسامبر ادامه می‌یابد و سازمان ملی وکلای تونس تظاهرات و تجمعات عمومی بیشتری توسط وکلا در تونس و دیگر شهرها ترتیب داده است. مختار تریفی، رئیس اتحادیه حقوق بشر تونس (LTDH)، گفت که وکلای سراسر تونس "به طرز وحشیانه ای مورد ضرب و شتم قرار گرفته اند". همچنین گزارش های تایید نشده ای از تلاش مرد دیگری برای خودکشی در الحمه وجود دارد.
در 3 ژانویه 2011، اعتراضات در تالا به دلیل بیکاری و هزینه های بالای زندگی به خشونت تبدیل شد. در تظاهرات 250 نفری که اکثراً دانشجویان بودند، پلیس گاز اشک آور پرتاب کرد. یک قوطی در یک مسجد محلی فرود آمد. در پاسخ، گزارش شد که معترضان لاستیک‌ها را آتش زدند و به دفاتر RCD حمله کردند. برخی از اعتراضات عمومی تر به دنبال تغییر در سانسور آنلاین دولت بودند. مقامات تونس ادعا می کنند که عملیات فیشینگ را برای کنترل رمز عبور کاربران و بررسی انتقادات آنلاین انجام داده اند. وب سایت های دولتی و غیر دولتی هر دو هک شده بودند. به گفته رئیس کانون ملی وکلای کشور، در 6 ژانویه 95 درصد از 8000 وکیل تونس دست به اعتصاب زدند. وی گفت: "اعتصاب پیام روشنی دارد که ما حملات غیرموجه به وکلا را نمی پذیریم. ما می خواهیم به شدت به ضرب و شتم وکلا در چند روز گذشته اعتراض کنیم." همچنین به اعتصاب پیوست.
در پاسخ به اعتراضات 11 ژانویه، پلیس برای متفرق کردن معترضانی که ساختمان‌ها را غارت کردند، لاستیک‌ها را آتش زدند، اتوبوس را آتش زدند و دو خودرو را در حومه کارگری اتادامن منهلا در تونس متفرق کردند، از وسایل ضد شورش استفاده کرد. گفته می شود معترضان شعار می دادند "ما نمی ترسیم، ما نمی ترسیم، ما فقط از خدا می ترسیم". پرسنل نظامی نیز در بسیاری از شهرهای کشور مستقر شدند.
در 12 ژانویه، یک خبرنگار از رادیو تلویزیون ایتالیایی RAI اظهار داشت که او و فیلمبردارش توسط پلیس در جریان شورش در منطقه مرکزی تونس با باتوم مورد ضرب و شتم قرار گرفتند و سپس افسران دوربین آنها را ضبط کردند. پس از اعتراضات و درگیری با پلیس، در تونس مقررات منع آمد و شد صادر شد.
حزب التحریر تظاهراتی را پس از نماز جمعه در 14 ژانویه سازماندهی کرد تا خواستار برقراری مجدد خلافت اسلامی شود. یک روز بعد، تظاهرات دیگری را نیز ترتیب داد که برای آزادی زندانیان سیاسی به سمت زندان 9 آوریل راهپیمایی کردند.
همچنین در 14 ژانویه، لوکاس دولهگا، عکاس خبری آژانس پرس فوتو اروپا، با گاز اشک آور به پیشانی که گفته می شود توسط پلیس در فاصله کوتاهی شلیک شده بود، مورد اصابت قرار گرفت. او دو روز بعد درگذشت.